# Суперлига Украјине у кошарци
Суперлига Украјине у кошарци (укр. Українська баскетбольна суперліга) је највиши ранг кошаркашких такмичења у Украјини. Лига је основана 1992. године и тренутно броји 8 клубова. У првом (лигашком) делу тимови играју по 28 утакмица (свако се са сваким састаје по 4 пута), а по његовом завршетку све екипе се пласирају у плеј оф. Плеј-оф се састоји из четвртфинала, полуфинала и финала. Све серије плеј-офа играју се на три добијене утакмице. Победник финала плеј-офа добија титулу првака Украјине.

## Клубови у сезони 2018/19.
- Дњепро, Дњепропетровск
- Запорожје, Запорожје
- Кијев-баскет, Кијев
- Миколајив, Миколајив
- Одеса, Одеса
- Политехник, Харков
- Химик, Јужне
- Черкаски мавпи, Черкаси

## Досадашња првенства
| Сезона    | Првак          | Рез. финала | Друго место   |
| 1991/92.  | Будивељник     | —           | Миколајив     |
| 1992/93.  | Будивељник     | —           | ЦСКА Кијев    |
| 1993/94.  | Будивељник     | 3:0         | Кијев-баскет  |
| 1994/95.  | Будивељник     | 3:0         | Кијев-баскет  |
| 1995/96.  | Будивељник     | —           | Шахтар Доњецк |
| 1996/97.  | Будивељник     | 3:2         | Одеса         |
| 1997/98.  | Одеса          | 3:0         | Будивељник    |
| 1998/99.  | Одеса          | 3:2         | ЦСКА Кијев    |
| 1999/00.  | Кијев          | 3:2         | Одеса         |
| 2000/01.  | Одеса          | 3:2         | Кијев         |
| 2001/02.  | Одеса          | 3:2         | Кијев         |
| 2002/03.  | Азовмаш        | 4:0         | Одеса         |
| 2003/04.  | Азовмаш        | 4:2         | Кијев         |
| 2004/05.  | Кијев          | 3:0         | Азовмаш       |
| 2005/06.  | Азовмаш        | 3:1         | Кијев         |
| 2006/07.  | Азовмаш        | 3:2         | Кијев         |
| 2007/08.  | Азовмаш        | 3:1         | Кијев         |
| 2008/09.  | Азовмаш        | 3:0         | Доњецк        |
| 2008/09.* | Кривбас        | 3:2         | Будивељник    |
| 2009/10.  | Азовмаш        | 3:2         | Будивељник    |
| 2010/11.  | Будивељник     | 4:3         | Доњецк        |
| 2011/12.  | Доњецк         | 4:0         | Азовмаш       |
| 2012/13.  | Будивељник     | 4:3         | Азовмаш       |
| 2013/14.  | Будивељник     | 3:1         | Химик         |
| 2014/15.  | Химик          | 3:0         | Дњепро        |
| 2015/16.  | Дњепро         | 3:0         | Будивељник    |
| 2015/16.* | Химик          | 3:1         | Динамо Кијев  |
| 2016/17.  | Будивељник     | 3:1         | Химик         |
| 2017/18.  | Черкаски мавпи | 3:0         | Дњепро        |
| 2018/19.  | Химик          | 3:0         | Кијев-баскет  |

- У сезонама 2008/09. и 2015/16. поред Суперлиге Украјине паралелно је постојало још једно кошаркашко такмичење првог ранга, али са различитим учесницима.

### Успешност клубова
| Клуб           | Првак                                                           | Вицепрвак                              |
| -------------- | --------------------------------------------------------------- | -------------------------------------- |
| Будивељник     | 10 (1992, 1993, 1994, 1995, 1996, 1997, 2011, 2013, 2014, 2017) | 4 (1998, 2009*, 2010, 2017)            |
| Азовмаш        | 7 (2003, 2004, 2006, 2007, 2008, 2009, 2010)                    | 3 (2005, 2012, 2013)                   |
| Одеса          | 4 (1998, 1999, 2001, 2002)                                      | 3 (1997, 2000, 2003)                   |
| Химик          | 3 (2015, 2016*, 2019)                                           | 2 (2014, 2017)                         |
| Кијев          | 2 (2000, 2005)                                                  | 6 (2001, 2002, 2004, 2006, 2007, 2008) |
| Доњецк         | 1 (2012)                                                        | 2 (2009, 2011)                         |
| Дњепро         | 1 (2016)                                                        | 2 (2015, 2018)                         |
| Кривбас        | 1 (2009*)                                                       | —                                      |
| Черкаски мавпи | 1 (2018)                                                        | —                                      |
| Кијев-баскет   | —                                                               | 9 (1994, 1995, 2019)                   |
| ЦСКА Кијев     | —                                                               | 2 (1993, 1999)                         |
| Миколајив      | —                                                               | 1 (1992)                               |
| Шахтар Доњецк  | —                                                               | 1 (1996)                               |
| Динамо Кијев   | —                                                               | 1 (2016*)                              |

- У сезонама 2008/09. и 2015/16. поред Суперлиге Украјине паралелно је постојало још једно кошаркашко такмичење првог ранга, али са различитим учесницима.

## Најкориснији играчи сезона
| Сезона   | Играч              | Клуб          |
| -------- | ------------------ | ------------- |
| 2011/12. | Рамел Кари         | Доњецк        |
| 2012/13. | Малком Делејни     | Будивељник    |
| 2013/14. | Дарјуш Лавринович  | Будивељник    |
| 2014/15. | Дерек Нидам        | Химик         |
| 2015/16. | Дмитро Глебов      | Кривбас       |
| 2016/17. | Хенри Дугат        | Будивељник    |
| 2017/18. | Олександр Колченко | Чекаски мавпи |